# 島津忠貫
島津 忠貫（しまづ ただつら）は、江戸時代後期の薩摩藩士。始羅郡重富郷領主。越前島津家18代当主。藩主一門筆頭重富島津家家3代目当主。

## 経歴
天明6年（1786年）11月8日、薩摩藩主一門島津忠救の長男として生まれる。母は島津貴澄の娘お道。享和元年（1801年）11月28日、忠救の隠居により家督を相続する。
享和2年（1802年）、藩主島津斉宣の五男武五郎を養子に迎える。文化6年（1809年）、武五郎が実家に戻り、代わって江戸から斉宣の三男寛二郎（忠公）が国元に下向して養子に迎えた。文化7年（1810年）、初名の忠寛から忠貫と改名。
文政8年（1825年）11月、病弱な忠公に健康面で不安があることから、忠貫から忠公の養子を求める願いが出され、又次郎（忠教）が忠公の婿養子となる。文政9年（1826年）5月28日、江戸に参勤中の藩主斉興に代わって、島津久長に家老職に就くよう命令を伝えた。
天保2年（1831年）1月15日、隠居して家督を忠公に譲り、静洞と号す。慶應2年（1867年）12月14日死去。享年82。
2007年に鹿児島大学付属図書館が所蔵する玉里文庫所蔵の誠忠武鑑の裏打ち紙から、忠貫に仕えた奥右筆の日記が発見された。